# Коза (Бердянський район)
Коза́ — село в Україні, у Бердянському районі Запорізької області. Населення становить 45 осіб. Орган місцевого самоврядування — Долинська сільська рада.

## Географія
Село Коза знаходиться на лівому березі річки Обитічна, вище за течією на відстані 2 км розташоване село Дахно, нижче за течією на відстані 2 км розташоване село Шевченкове.

## Історія
У XIX столітті на місці сучасного села Коза було розташовано хутір Костиркін. Свою сучасну назву село отримало на честь першого поселенця — засновника хутора, який мав прізвище Коза. За часів Громадянської війни повстанська армія Нестора Махна неодноразово розквартировувалась у хуторі Коза.
У 30-х роках XX століття, під час колективізації, на території х. Коза було організовано колгосп імені Тельмана. У колгоспі займалися тваринництвом(вівці, свині, велика рогата худоба), птахівництвом(гуси, качки), рослинництвом та вирощуванням зернових культур.
В х. Коза діяла початкова школа. На території хутора було розташовано будинок культури, вітряний млин, стайні, амбари, кузня тракторна бригада та ін.